# Nadia Milton
Najda Zajc (Nápoles, 1949), conocida como Nadia Milton, es una cantante y artista italiana nacionalizada chilena. Es considerada como una de las pioneras de la nueva ola de la década de los 60. En Argentina se dio a conocer con el nombre artístico de Amalia, grabó algunos temas en Perú y más tarde consolidó su carrera como actriz de cine y televisión en México.

## Trayectoria artística
Con un padre veterano de la Segunda Guerra Mundial, Najda nació en la Italia de la posguerra y desde muy joven se trasladó a vivir a Chile. Comenzó sus primeras grabaciones con la orquesta de Larry Godoy a los nueve años de edad interpretando la canción «El zapaterito roto». A los quince años, junto con Peter Rock, fue de las pioneras de la nueva ola en Chile que promovió el productor discográfico Camilo Fernández. Se convirtió en un símbolo sexual al posar en bikini para la revista Can Can.
En 1960, con la dirección de Valentín Trujillo y la coproducción de Ricardo García, grabó un single con las canciones «Scoubidou», la cual ya había sido popularizada por el francés Sacha Distel en Europa (que a su vez era una versión de «Apples, Peaches and Cherries» de Abel Meeropol cantada por Peggy Lee en EE. UU.), y «Un poco», que había sido un hit del Festival Eurovisión de 1959 («Een beetje» de Teddy Scholten que ganó para Países Bajos).
Realizó presentaciones en la Argentina con el nombre artístico de Amalia, el cual era el nombre de su madre. En 1964 grabó en el Perú la canción «No tengo edad para amarte» para su LP Aquellos de mi edad.
Consolidó su carrera artística en México cantando a dueto con José José y compartiendo créditos en películas con Raúl de Anda, Jorge Rivero, El Santo y Vicente Fernández, entre muchos otros. Incursionó en el teatro en la obra H3O trabajando con Alejandro Jodorowsky y bajo la dirección musical de Nacho Méndez.
Entre sus éxitos musicales se encuentran las canciones «Llorando me dormí», «Tú», «Eres como te soñé», «Puedes contar conmigo», «Sin tu amor», «Una lágrima en mi cara», «Cien corazones», «Scobidou», «Pitágoras», «Aquellos de mi edad», «No tengo edad» y «Momentos maravillosos».

## Filmografía
Participó como artista en las siguientes películas:
- Sangre en rio Bravo, 1966.
- Bromas, S.A., con Mauricio Garcés y Gloria Marín, en 1967.
- Peligro...! mujeres en acción, con Julio Alemán, en 1969.
- Aguilas de acero, con Alberto Vázquez, 1969.
- Juegos de alcoba, 1969 - Estrenada 1971.
- Siete Evas para un Adán, con Susana Dosamantes, 1969.
- Santo contra los cazadores de cabezas, con El Santo, 1969.
- La justicia tiene doce años, con Joaquín Cordero e Iran Eory, 1970 - Estrenada 1973.
- Ya somos hombres, 1971.
- Verano ardiente, 1971.
- Sin salida, 1971.
- Los dos hermanos, 1971.
- Buscando una sonrisa, con José José, 1971.
- Tacos al carbón, con Vicente Fernández, en 1972.
- La gatita, 1972.
- El Payo - Un hombre contra el mundo, con Jorge Rivero, en 1972.
- Los perros de Dios, 1974.
- Laberinto de pasiones, 1975.

## Televisión
- La maldición de la blonda (1971)
- El derecho de los hijos (1971)
- Mi primer amor (1973)
- El honorable señor Valdez (1973-1974)